# Okres Čadca
Der Okres Čadca ist eine Verwaltungseinheit im Norden der Slowakei mit 86.666 Einwohnern (Stand: 31. Dezember 2024) und einer Fläche von 761 km². Im Uhrzeigersinn grenzt der Okres an den tschechischen Moravskoslezský kraj, die polnische Woiwodschaft Schlesien, Okresy Námestovo, Dolný Kubín, Žilina, Kysucké Nové Mesto, wieder Žilina, Bytča, für ein paar hundert Meter an den Okres Považská Bystrica im Trenčiansky kraj und an den tschechischen Zlínský kraj.
Der Okres ist vom Westen nach Osten langgezogen, liegt in der traditionellen Region Kysuce und umfasst mehrere Bergländer: die Javorníky und die Turzovská vrchovina im Westen und Kysucké Beskydy und Kysucká vrchovina im Osten. Diese Landschaften werden von zahlreichen Einzelsiedlungen (slow. kopanice) bedeckt. Der Hauptteil der Bevölkerung konzentriert sich im Kysuca-Tal, von Makov bis Čadca nach Osten, ab Čadca nach Süden fließenden Fluss. Andere Flüsse sind die Čierňanka und die Bystrica, an deren Oberlauf der Stausee Nová Bystrica sich befindet.
Verkehrsmäßig ist der Okres gut angeschlossen und liegt auf internationalen Wegen nach Tschechien und Polen. Durch den mittleren Teil des Okres verlaufende Hauptstraße I/11 (E 75) verbindet die Slowakei mit Tschechisch-Schlesien; ein Abzweig davon, die Hauptstraße I/12 geht nach Polen. Beide diese Straßen sollen in der Zukunft durch die Autobahn D3 ersetzt werden. In der Gemeinde Makov befindet sich ein kleiner Teil der I/18 (E 442). Das Straßennetz wird von Landesstraßen II/484, II/487, II/520 und II/541 ergänzt.
Durch den Okres verläuft die zweigleisige Bahnstrecke Žilina–Bohumín nach Tschechien, die einst Teil der Kaschau-Oderberger Bahn war. In Čadca zweigen zwei Linien davon ab: die Bahnstrecke Čadca–Zwardoń verbindet das slowakische mit dem polnischen Bahnnetz, während die Bahnstrecke Čadca–Makov als eine Lokalbahn dient.
Historisch gesehen liegt der Bezirk vollständig im ehemaligen Komitat Trentschin (siehe auch Liste der historischen Komitate Ungarns). In der Verwaltungsgliederung der Tschechoslowakei in den Jahren 1960–1990 war er Teil des Okres Čadca, innerhalb des Stredoslovenský kraj (Mittelslowakischer Landschaftsverband).

## Bevölkerung
| Jahr                | 1994   | 2004    | 2014    | 2024    |
| ------------------- | ------ | ------- | ------- | ------- |
| Anzahl der Personen | 91.569 | 92.944  | 91.124  | 86.666  |
| Unterschied         |        | +1,50 % | −1,95 % | −4,89 % |

| Jahr                | 2023   | 2024    |
| ------------------- | ------ | ------- |
| Anzahl der Personen | 87.135 | 86.666  |
| Unterschied         |        | −0,53 % |

## Städte
- Čadca (Tschadsa)
- Krásno nad Kysucou
- Turzovka

## Gemeinden
| - Čierne - Dlhá nad Kysucou - Dunajov - Klokočov - Klubina - Korňa - Makov | - Nová Bystrica - Olešná - Oščadnica - Podvysoká - Radôstka - Raková - Skalité | - Stará Bystrica - Staškov - Svrčinovec - Vysoká nad Kysucou - Zákopčie - Zborov nad Bystricou |

Das Bezirksamt ist in Čadca, eine Zweigstelle in Turzovka.

## Kultur
In dem Artikel Denkmalgeschützte Objekte im Okres Čadca findet man Informationen über die vom slowakischen Denkmalamt geschützten Objekte im Okres.